# Campionati del mondo di ciclismo su strada 2013 - Gara in linea maschile Elite
La gara in linea maschile Elite dei Campionati del mondo di ciclismo su strada 2013 si è svolta il 29 settembre in Italia, da Lucca a Firenze, su un percorso totale di 272,26 km. È stata vinta dal portoghese Rui Costa con il tempo di 7h25'44", alla media di 36,64 km/h.

## Squadre e corridori partecipanti
| N.      | Cod. | Squadra               |
| ------- | ---- | --------------------- |
| 1-7     | BEL  | Belgio                |
| 8-16    | ESP  | Spagna                |
| 17-25   | ITA  | Italia                |
| 26-34   | COL  | Colombia              |
| 35-42   | GBR  | Gran Bretagna         |
| 43-51   | NLD  | Paesi Bassi           |
| 52-60   | FRA  | Francia               |
| 61-69   | AUS  | Australia             |
| 70-76   | USA  | Stati Uniti d'America |
| 77-82   | SVK  | Slovacchia            |
| 83-88   | CZE  | Repubblica Ceca       |
| 89-97   | SUI  | Svizzera              |
| 98-106  | POL  | Polonia               |
| 107-112 | GER  | Germania              |
| 113-116 | IRL  | Irlanda               |
| 117-122 | UKR  | Ucraina               |
| 123-128 | SLO  | Slovenia              |
| 129-134 | AUT  | Austria               |
| 135-137 | RUS  | Russia                |
| 138-142 | MAR  | Marocco               |
| 143-145 | DNK  | Danimarca             |
| 146-148 | ERI  | Eritrea               |
| 149-151 | POR  | Portogallo            |
| 152-154 | KAZ  | Kazakistan            |
| 155-160 | VEN  | Venezuela             |
| 161-162 | HKG  | Hong Kong             |

| N.      | Cod. | Squadra       |
| ------- | ---- | ------------- |
| 163-165 | SWE  | Svezia        |
| 166     | MAS  | Malesia       |
| 167     | ALG  | Algeria       |
| 168-169 | BRA  | Brasile       |
| 170-172 | NOR  | Norvegia      |
| 173-175 | CRO  | Croazia       |
| 176-178 | LAT  | Lettonia      |
| 179-180 | RSA  | Sudafrica     |
| 181-183 | EST  | Estonia       |
| 184-186 | MEX  | Messico       |
| 187-188 | CAN  | Canada        |
| 189-191 | NZL  | Nuova Zelanda |
| 192     | ARG  | Argentina     |
| 193     | HUN  | Ungheria      |
| 194     | BLR  | Bielorussia   |
| 195-196 | CRC  | Costa Rica    |
| 197     | TUN  | Tunisia       |
| 198     | BUL  | Bulgaria      |
| 199     | ECU  | Ecuador       |
| 200     | SRB  | Serbia        |
| 201     | MDA  | Moldavia      |
| 202-204 | LTU  | Lituania      |
| 205     | ROM  | Romania       |
| 206     | LUX  | Lussemburgo   |
| 207     | GRE  | Grecia        |
| 208     | FIN  | Finlandia     |

## Ordine d'arrivo (Top 10)
| Pos. | Corridore          | Squadra    | Tempo    |
| ---- | ------------------ | ---------- | -------- |
| 1    | Rui Costa          | Portogallo | 7h25'44" |
| 2    | Joaquim Rodríguez  | Spagna     | s.t.     |
| 3    | Alejandro Valverde | Spagna     | a 15"    |
| 4    | Vincenzo Nibali    | Italia     | s.t.     |
| 5    | Andrij Hrivko      | Ucraina    | a 31"    |
| 6    | Peter Sagan        | Slovacchia | a 34"    |
| 7    | Simon Clarke       | Australia  | s.t.     |
| 8    | Maksim Iglinskij   | Kazakistan | s.t.     |
| 9    | Philippe Gilbert   | Belgio     | s.t.     |
| 10   | Fabian Cancellara  | Svizzera   | s.t.     |